# 흠화군절도사
흠화군 절도사(欽化軍節度使)는 중국 당나라 말기 희종 때 존재한 번진(藩鎭)으로, 그 지배 영역은 지금의 후난성 일대 대부분의 행정 구역에 속해 있었다. 담주(潭州, 현 후난성 창사 시)에 본거지를 두었다.

## 역사
883년, 호남관찰사(湖南觀察使)가 절도사로 승격되어 흠화군의 군호(軍號)를 하사받으면서 당시의 호남관찰사였던 민욱이 흠화군 절도사에 임명되었다. 흠화군 절도사는 담주를 본거지로 삼아, 형주(衡州)・소주(邵州)・영주(永州)・도주(道州)・침주(郴州)・연주(連州)의 총 7주를 지배하였다. 이 중 소주에는 민욱이 강서도(江西道. 현 장시성 일대)의 장수로 있었을 때부터 줄곧 자신을 섬겨왔던 부하 장수 등처눌이 자사(刺史)로 임명되었다. 그리고 형주에는 주악이 882년 이후부터 줄곧 자사로 있으면서 해당 지역에서 할거하고 있었다.
886년 7월, 흠화군 절도사의 본거지인 담주가 주악의 공격을 받게 되었다. 이때 민욱은 주악의 공격을 저지할 생각으로 하남 일대의 유력 군벌 진종권의 부하 장수인 황호(黃皓)라는 자를 담주성으로 불러들여 그와 함께 담주성의 수비에 들어갔다. 하지만 민욱은 결국 황호에게 살해되었으며, 이 소식을 들은 주악이 급히 달려와서 담주성을 함락시켜 황호를 잡아 죽이고, 마침내 담주를 점거하기에 이르렀다. 이후 흠화군 절도사는 명칭이 변경되어 무안군 절도사(武安軍節度使)로 이어지게 된다. (《신당서》에는 명칭 변경 시점이 885년으로 되어 있다.)

## 역대 절도사
- 민욱(閔勗, 재위：883년 ~ 886년)

## 관할구역
- 담주(潭州, 현 후난성 창사 시・주저우 시・샹탄 시・이양 시・뤄디 시 일대) - 본거지
- 형주(衡州, 현 후난성 헝양 시) - 자사 주악
- 소주(邵州, 현 후난성 사오양 시) - 자사 등처눌
- 영주(永州, 현 후난성 융저우 시)
- 도주(道州, 현 후난성 다오 현)
- 침주(郴州, 현 후난성 천저우 시)
- 연주(連州, 현 광둥성 롄저우 시・칭위안 시 양산 현 일대)

## 같이 보기
- 당나라

## 참고 자료
- 《신당서》, 권 69・186
- 《자치통감》, 권 254・255・256